# Lee Won-jae
Đây là một tên người Triều Tiên, họ là Lee.
Lee Won-jae (sinh ngày 24 tháng 2 năm 1986) là một cầu thủ bóng đá người Hàn Quốc thi đấu cho Nakhon Ratchasima.